# Aeronau d'ala giratòria
Un aeronau d'ales giratòries és un aerodina (una aeronau més pesant que l'aire) en la qual les forces de sustentació s'aconsegueixen mitjançant el gir d'ales o pales, que formen part del rotor, al voltant d'un eix fix.

## Classificació
- Autogir: el rotor gira a conseqüència del desplaçament de l'aeronau i genera la sustentació necessària sense necessitat de cap potència aplicada. No obstant això, és necessari que estiguin dotats d'un sistema motopropulsor que permeti el vol d'avanç horitzontal. Pot volar a velocitats molt lentes però, a diferència de l'helicòpter, no pot realitzar vol a punt fix, ja que en no tenir velocitat d'avanç el rotor no gira i, per tant, no substenta.

- Helicòpter: el rotor és mogut per un motor i està articulat de manera que és substentador i propulsor.
- Girodí: és un helicòpter que pot ser helicòpter o autogir, ja que la potència del motor pot aplicar-se al rotor o a les hèlixs propulsores que, en el mode d'helicòpter, realitzen la funció de rotor antipar.
- Convertiplà: les hèlixs-rotors (proprotor) canvien la seva actitud 90° respecte al fuselatge actuant com a rotors en la manera helicòpter i com a hèlixs en el mode avió amb ales fixes. En tenir 2, compensa el parell de forces girant les hèlixs en sentits contraris.
- Quadrotors: amb quatre rotors, típicament dos rotors giren en sentit horari i els altres en sentit antihorari.